# Nowa Wioska (okres Ratiboř)
Nowa Wioska (česky Nová Ves nebo Nová Véska, německy Neudörfel) je vesnice v jižním Polsku ve Slezském vojvodství v okrese Ratiboř ve gmině Křižanovice. Nachází se na historickém území Horního Slezska přímo na hranici s Českou republikou zhruba 15 km severně od Ostravy. Sousedí s českou obcí Hať. V roce 2015 zde žilo 339 obyvatel.
Vznikla ve 14. století pro rodiny pracující u poplužního dvora, z nichž každá obdržela od knížete 4 ha půdy. Ležela na území Opavského knížectví na hranicích s Ratibořskem. Z hlediska církevního členění patřila k olomoucké diecézi. Obývali ji většinově Moravci používající lašské nářečí. Po první světové válce byla předmětem územních nároků Československa, zůstala však v hranicích Německa (od roku 1742 patřila k pruskému Slezsku). V roce 1945 byla připojena k Polsku.
V moderní době byla Nowa Wioska součástí obce Ovsiště pod názvem Ovsiště II (Owsiszcze II). Osamostatnila se v roce 1976.
Ve vzdálenosti 1,3 km se nachází hraniční přechod Hať/Tvorkov.